# Jeff Tutuana
 (mai 2020).
Gemi Tutuana, communément connu sous le nom de Jeff Tutuana, est un footballeur international congolais évoluant au poste d’ailier ou attaquant. Il passe la majeure partie de sa carrière en Israël et à Chypre. Entre 2002 et 2004, il joue trois matchs pour la république démocratique du Congo.

## Carrière
Tutuana commence à jouer au football dans un club appelé Japatra au Congo. Il y joue de 1997 à 1999[réf. nécessaire],  ensuite il part pour l’AS Vita Club, où il jouera de 2000 à 2002. 
Après cela, il tente sa chance en Belgique avec un de ses amis du Vita Club appelé Nsumbu Mazuwa, mais les deux n'ont pas été retenu après les tests du club[réf. nécessaire] et ils signent en faveur du club israelien Hapoel Haifa en 2003. Ils jouent ensemble dance ce club de 2003 à 2005 ; au cours de cette période, ils remportent la deuxième division et aident l'équipe à atteindre la Premier League israélienne. Cependant, après une saison, l'équipe est reléguée en deuxième division après avoir terminé à la dernière place. 
Plus tard, il rejoint le club de Beitar Jérusalem qui le sollicitait depuis la fin de la dernière saison. Il marqu 4 buts en 19 matchs. Il souffre d'une grave blessure au dos et est libéré après une saison, remplacé par l'attaquant espagnol David Aganzo. 
Il se remet en forme en France, s'entraînant avec l'équipe de l'AS Saint-Étienne[réf. nécessaire]. Il est un temps en pourparlers avec le club français de l'AS Cannes[réf. nécessaire], dont l'entraîneur Luis Fernandez était son entraîneur de Beitar. Il retourne ensuite  en Israël où il signe avec le FC Ashdod. Il évolue également pour le Maccabi Netanya.
Tutuana part ensuite à Chypre en 2006 et joue pour Enosis Neon Paralimni en première division chypriote pendant deux saisons. En 2009, il rejoint l’Ayia Napa FC en deuxième division chypriote, puis l'Olympiakos Nicosie. 
Tutuana joue pour la république démocratique du Congo, disputant trois rencontres entre 2002 et 2004.